# Distretto di Ashigarakami
Il distretto di Ashigarakami (足柄上郡, Ashigarakami-gun?) è uno dei distretti della prefettura di Kanagawa, in Giappone.
Attualmente fanno parte del distretto i comuni di Nakai, Ōi, Matsuda, Yamakita e Kaisei.
| Controllo di autorità | VIAF (EN) 251137858 · LCCN (EN) n88062022 · J9U (EN, HE) 987007560268505171 · NDL (EN, JA) 00276782 |